# Apiogaster centralis
Apiogaster centralis là một loài bọ cánh cứng trong họ Cerambycidae.